# Judit Ágoston-Mendelényi
Judit Ágoston-Mendelényi (ur. 21 stycznia 1937 w Miszkolcu, zm. 12 maja 2013 w Göd) – węgierska florecistka, mistrzyni olimpijska i trzykrotna medalistka mistrzostw świata.
Na igrzyskach olimpijskich w Tokio w 1964 roku reprezentacja Węgier w składzie: Ildikó Újlaky-Rejtő, Lídia Dömölky-Sákovics, Katalin Juhász, Judit Ágoston-Mendelényi i Paula Marosi zdobyła drużynowo złoty medal. W rywalizacji indywidualnej nie wystąpiła. Był to jej jedyny start olimpijski.
Podczas mistrzostw świata w Turynie w 1961 roku Katalin Juhász, Ildikó Rejtő, Magda Nyári-Kovács, Lídia Dömölky-Sákovics i Judit Ágoston-Mendelényi zdobyły srebrny medal w turnieju drużynowym. W tej samej konkurencji zdobyła także srebrny medal na mistrzostwach świata w Wiedniu (1971) oraz brązowy na mistrzostwach świata w Hawanie (1969).
W latach 1958, 1964 i 1968 była drużynową mistrzynią Węgier. Po zakończeniu kariery pracowała jako nauczycielka wychowania fizycznego w Centralnej Szkole Sportowej w Budapeszcie, a następnie jako trener szermierki w macierzystym klubie BVSC.
Jej mężem był Tamás Mendelényi.